# Utricularia mangshanensis
Utricularia mangshanensis este o specie de plante carnivore din genul Utricularia, familia Lentibulariaceae, ordinul Lamiales, descrisă de G.W.Hu. Conform Catalogue of Life specia Utricularia mangshanensis nu are subspecii cunoscute.